# دیاموند، شهرستان کاناوا، ویرجینیای غربی
دیاموند (به انگلیسی: Diamond) یک منطقهٔ مسکونی در ایالات متحده آمریکا است که در شهرستان کاناوا، ویرجینیای غربی واقع شده‌است. دیاموند ۱۹۲٫۰۳ متر بالاتر از سطح دریا واقع شده‌است.